# Edmond de Lillers
Edmond-Marie-Michel Le Duc, marquis de Lillers (4 avril 1881 à Paris - 9 mars 1941 à Coussac-Bonneval) est une personnalité française.

## Biographie

### Jeunesse et études
D'une famille originaire de Rouen (Le Duc de Biéville et de Lillers), Edmond Le Duc de Lillers est le fils de Louis-Emmanuel Le Duc, marquis de Lillers, maire de Notre-Dame-de-Gravenchon, et de Solange de La Rochefoucauld. Il épouse Marguerite de Nicolaÿ (petite-fille de Charles-Jean-Melchior de Vogüé).
Licencié ès lettres en 1900, puis licencié en droit l'année suivante, il est également diplômé de l'École libre des sciences politiques.

### Parcours professionnel
Il est maire de Notre-Dame-de-Gravenchon (Seine-Inférieure) de 1905 à 1941, commune où se trouvent son château et son domaine.
Mobilisé durant la Première Guerre mondiale, il sert comme lieutenant au 329e régiment d'infanterie. Il y est blessé deux fois.
Après fin de la guerre, entre 1918 et 1925, il est délégué du haut commissaire de France dans les territoires rhénans occupés (Cologne), puis délégué supérieur de la haute commission interalliée des territoires rhénans (Wiesbaden). 
Il préside la Société de secours aux blessés militaires (SSBM) de 1932 à 1940 et à ce titre le comité central de la Croix-Rouge française. Il préside aussi le Comité international d'études de l'aviation sanitaire. Il est également vice-président de l'Union internationale de secours, de l'Union nationale de défense aérienne, de l'Union des institutions privées de protection de la santé publique et d'assistance sociale du département de la Seine et du Conseil des gouverneurs de la Ligue des sociétés de Croix-Rouge, ainsi que membre de la Commission supérieure de défense passive, du Conseil supérieur de l'Assistance publique, de la commission générale de propagande à l'Office national d'hygiène sociale, du Comité de coordination sanitaire et social du département de la Seine et de la Commission de protection sanitaire des populations civiles contre les calamités publiques et du grand conseil du Musée social.
Il collabore à la Revue des Deux Mondes et au Correspondant.
Lillers est élu membre de l'Académie des sciences morales et politiques en 1938 en remplacement de Albert Delatour. Il est promu commandeur de la Légion d'honneur en 1939.
Il meurt au château de Bonneval (Haute-Vienne).

### Sources
- Jacques Lacour-Gayet, Notice sur la vie et les travaux du marquis de Lillers, Publications de l’Institut de France, 1947
- « Le Marquis de Lillers », Le Journal de Rouen,‎ 15 mars 1941, p. 2